# Fritz Oppliger

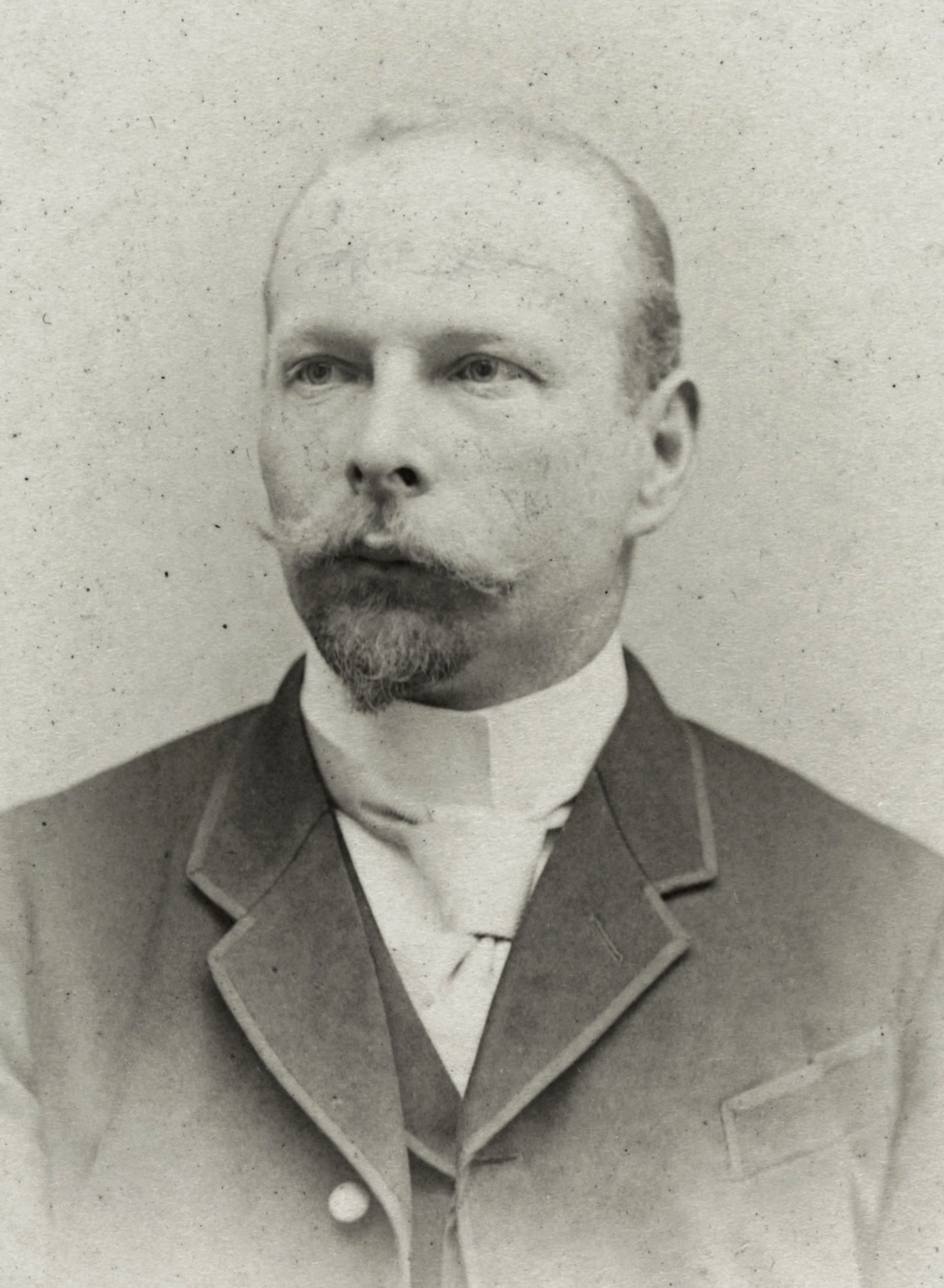
Fritz Oppliger

Fritz Oppliger (* 29. September 1861 in Aarburg; † 3. August 1932 in Küsnacht) war ein Schweizer Fachlehrer, Paläontologe, Geologe und Sachbuchautor.

## Leben und Werk
Oppliger war der Sohn des Tuchfabrikanten Kaspar Oppliger und wuchs mit zwei Brüdern und fünf Schwestern in Aarburg auf. Nach bestandener Matura (1879) studierte er drei Jahre am Polytechnikum Zürich. Oppligers erste wissenschaftliche Arbeiten betreffen speziell den Kanton Aargau. Mit der von Albert Heim angeregten Diplomarbeit Über die Geologie von Aarburg und Umgebung schloss er das Studium mit dem naturwissenschaftlichen Fachlehrdiplom ab. Anschliessend unterrichtete er von 1883 bis 1886 am «Institut Breidenstein» in Grenchen.
Oppliger entdeckte als erster die Petrolsande des Tertiärs am Fuss des Borngewölbes bei Aarburg. Seine späteren Forschungen konzentrierten sich auf die Untersuchung der Schwammpetrefakten namentlich im Juragebirge. Während des Wintersemesters 1882/1883 bearbeitete er an der Universität München sein selbst gesammeltes Material bei Karl Alfred von Zittel.
Nach Zürich zurückgekehrt, vollendete Oppliger seine Dissertation Die Juraspongien von Baden/Schweiz an der Universität Zürich bei Karl Mayer-Eymar. Als Belegmaterial diente ihm die Sammlung von Ferdinand Schalch.
Anschliessend unterrichtete Oppliger von 1887 bis 1896 am Lehrerseminar Wettingen, wo er zuletzt als Vizedirektor tätig war. Von 1896 bis 1931 unterrichtete er Physik, Botanik und Zoologie am Lehrerseminar Küsnacht. In Küsnacht war er viele Jahre als Primarschulpfleger, als Präsident des Sängerbundes und für 35 Jahre als Aktuar des Elektrizitäts- und Wasserwesens tätig. Zudem war Oppliger Mitglied der Naturforschenden Gesellschaft in Zürich.
Oppliger verstarb an einer Brustfell- und Lungenentzündung. Seine umfangreiche Typensammlung, worin zahlreiche neue, von ihm benannte Arten und Familien, befindet sich in der Erdwissenschaftlichen Sammlung der ETH.